# Jaime Ayoví
Jaime Javier Ayoví Corozo (Esmeraldas, Ecuador, 21 de febrero de 1988) es un futbolista ecuatoriano. Juega como delantero y su equipo actual es el Club Sport Emelec de la Serie A de Ecuador.

## Trayectoria

### Emelec
Su primer club fue el Paladín S de la Segunda Categoría y después pasó al Club Espol de la misma categoría. En 2006 se fue a probar al Emelec de Guayaquil, donde lo escogieron junto con Jefferson Montero y Wimper Guerrero para permanecer en el primer equipo. Con Emelec debutó en primera división ese mismo año, el 30 de abril en un clásico del Astillero en el estadio Capwell.
En 2007 fue seleccionado juvenil en el Campeonato Sudamericano Sub-20 con sede en Paraguay. Ese año sufrió una lesión que lo impidió jugar el resto de la temporada. En 2008 volvió a jugar en primera división, ese mismo año fue campeón sub-19 con Emelec.
Toda la temporada siguiente fue cedido a préstamo al Manta Fútbol Club. En 2010 volvió a Emelec, debutando en la Explosión Azul, donde anotó un gol. Gracias a sus destacadas actuaciones en el Campeonato Nacional, fue convocado por primera vez a la selección de fútbol de Ecuador en septiembre de ese año. Con Emelec 2010 fue subcampeón y máximo goleador del Campeonato Ecuatoriano de Fútbol con veinticuatro goles, siendo además el vigesimosexto máximo goleador mundial del año. Fue elegido por periodistas deportivos ecuatorianos, como el mejor jugador del campeonato 2010.

### Deportivo Toluca
El 21 de diciembre de 2010, se confirmó su traspaso al Deportivo Toluca, de México, con un contrato de 3 años. Debutó con el club el 15 de enero de 2011 contra el Pachuca en un empate a cero. Se estrena con el Toluca anotando su primer gol el 23 de enero de 2011 ante el equipo de Jaguares poniendo sentencia final al marcador de 2-0.

### Pachuca

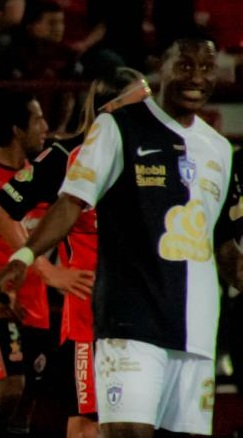
Jaime Ayovi jugando en el Pachuca

Después de solo media temporada, Ayoví impresionó al entrenador del Pachuca, que buscaba firmarlo para el equipo, Pachuca. Su primer gol para Pachuca fue el 31 de junio, en un empate 2-2 frente al Club Puebla. Solo anotaría tres goles más para el resto de la temporada de Apertura contra el Cruz Azul Fútbol Club, Tecos Fútbol Club y Club de Fútbol Atlante. El Clausura 2012 resultaría ser el mismo, marcando solo cuatro goles ante el Puebla, Cruz Azul, Querétaro y Guadalajara. Debido a su desempeño con el Pachuca, fue prestado al Al-Nassr saudí de la Premier League.

### Club Tijuana
El Club Tijuana ficha al delantero proveniente del Al-Nassr donde mostró gran nivel pero en un partido de la liga sufre una fractura tibia-peroné en la pierna izquierda. A mediados de 2013, llega a Liga Deportiva Universitaria en forma de préstamo por un año proveniente del Club Tijuana.

### Godoy Cruz
En agosto de 2014 se confirmó su llegada al Godoy Cruz Antonio Tomba. En el club mendocino tuvo altas y bajas, pero aun así fue convocado a su selección nacional. En 2016, y luego de pasar dos años desde su llegada a Godoy Cruz, logró regularidad y buen nivel. Así consiguió transformarse en el mayor goleador extranjero de la historia del club en primera división con veinte tantos, superando así al colombiano Jairo Castillo. Desde entonces, este récord fue superado por el uruguayo Santiago García, máximo goleador del Tomba en primera división. El 30 de octubre de 2016 se convirtió en el primer futbolista ecuatoriano en marcar un triplete, frente a Aldosivi en la octava de fecha del Campeonato de Primera División 2016-17.

### Beijing Renhe
El 20 de febrero de 2017, se confirmó su fichaje con el Beijing Renhe, por un valor de 4 millones de dólares. Debutó en la primera división de China el 11 de marzo de 2017, cuando fue titular y disputó todo el encuentro, marcando un doblete en el empate ante el Shanghái Shenxin. Al término de la temporada, fue el tercer máximo anotador de la competición con veinte goles. En la temporada 2018, siguió jugando en la Superliga de China, pero solo marcó un gol en cuatro partidos disputados.

### Shabab Al-Ahli Dubai FC
El 19 de julio de 2018, se confirmó su traspaso al Shabab Al-Ahli Dubai FC, de la Liga Árabe del Golfo. El 31 de agosto de 2018 debutó jugando todo el partido y marcando un doblete en la derrota de su equipo 5-4 frente a Al-Jazira Sporting Club.

### Club Deportivo Godoy Cruz
El 24 de enero de 2020, se confirmó su traspaso al Godoy Cruz de la Superliga Argentina de Fútbol.

## Vida personal
Es primo del exfutbolista ecuatoriano Walter Ayoví.

## Selección nacional
Fue internacional con la selección de fútbol de Ecuador en diez ocasiones. Debutó el 4 de septiembre de 2010 en un partido amistoso frente a México, donde anotó el gol de la victoria por 2-1 en el estadio Omnilife.
El 13 de mayo de 2014, el técnico de la selección ecuatoriana, Reinaldo Rueda, incluyó a Ayoví en la lista preliminar de 30 jugadores que representarán a Ecuador en la Copa Mundial de Fútbol de 2014. Fue confirmado en la nómina definitiva de veintitrés jugadores el 2 de junio.

### Participaciones en mundiales
| Mundial                        | Sede   | Resultado    | Partidos | Goles |
| ------------------------------ | ------ | ------------ | -------- | ----- |
| Copa Mundial de Fútbol de 2014 | Brasil | Primera fase | 0        | 0     |

### Participaciones en Copa América
| Copa                    | Sede           | Resultado        | Partidos | Goles |
| ----------------------- | -------------- | ---------------- | -------- | ----- |
| Copa América Centenario | Estados Unidos | Cuartos de final | 4        | 1     |

### Participaciones en eliminatorias
| Torneo             | Sede            | Resultado      | Partidos | Goles |
| ------------------ | --------------- | -------------- | -------- | ----- |
| Eliminatorias 2014 | América del Sur | Clasificado    | 10       | 1     |
| Eliminatorias 2018 | América del Sur | No clasificado | 4        | 0     |

### Partidos internacionales
Actualizado al último partido disputado el 10 de noviembre de 2016.
| \| N.° \| Fecha \| Ciudad \| Rival \| Resultado \| Resultado \| Competencia \| \| --- \| ------------------------ \| ----------------- \| -------------- \| --------- \| --------- \| ------------------------------------ \| \| 1. \| 4 de septiembre de 2010 \| Zapopan \| México \| 2-1 \| Victoria \| Amistoso \| \| 2. \| 7 de septiembre de 2010 \| Barquisimeto \| Venezuela \| 0-1 \| Derrota \| Amistoso \| \| 3. \| 8 de octubre de 2010 \| Nueva York \| Colombia \| 0-1 \| Derrota \| Amistoso \| \| 4. \| 17 de noviembre de 2010 \| Quito \| Venezuela \| 4-1 \| Victoria \| Amistoso \| \| 5. \| 11 de febrero de 2011 \| La Ceiba \| Honduras \| 1-1 \| Empate \| Amistoso \| \| 6. \| 26 de marzo de 2011 \| Madrid \| Colombia \| 0-2 \| Derrota \| Amistoso \| \| 7. \| 29 de marzo de 2011 \| La Haya \| Perú \| 0-0 \| Empate \| Amistoso \| \| 8. \| 20 de abril de 2011 \| Mar del Plata \| Argentina \| 2-2 \| Empate \| Amistoso \| \| 9. \| 28 de mayo de 2011 \| Seattle \| México \| 1-1 \| Empate \| Amistoso \| \| 10. \| 1 de junio de 2011 \| Toronto \| Canadá \| 2-2 \| Empate \| Amistoso \| \| 11. \| 7 de junio de 2011 \| Nueva York \| Grecia \| 1-1 \| Empate \| Amistoso \| \| 12. \| 25 de junio de 2011 \| Quito \| México \| 0-1 \| Derrota \| Amistoso \| \| 13. \| 10 de agosto de 2011 \| San José \| Costa Rica \| 2-0 \| Victoria \| Amistoso \| \| 14. \| 2 de septiembre de 2011 \| Quito \| Jamaica \| 5-2 \| Victoria \| Amistoso \| \| 15. \| 6 de septiembre de 2011 \| Quito \| Costa Rica \| 4-0 \| Victoria \| Amistoso \| \| 16. \| 7 de octubre de 2011 \| Quito \| Venezuela \| 2-0 \| Victoria \| Eliminatorias al Mundial Brasil 2014 \| \| 17. \| 11 de octubre de 2011 \| Nueva Jersey \| Estados Unidos \| 1-0 \| Victoria \| Amistoso \| \| 18. \| 11 de noviembre de 2011 \| Asunción \| Paraguay \| 1-2 \| Derrota \| Eliminatorias al Mundial Brasil 2014 \| \| 19. \| 15 de noviembre de 2011 \| Quito \| Perú \| 2-0 \| Victoria \| Eliminatorias al Mundial Brasil 2014 \| \| 20. \| 29 de febrero de 2012 \| Nueva York \| Honduras \| 2-0 \| Victoria \| Amistoso \| \| 21. \| 2 de junio de 2012 \| Buenos Aires \| Argentina \| 0-4 \| Derrota \| Eliminatorias al Mundial Brasil 2014 \| \| 22. \| 15 de agosto de 2012 \| Nueva York \| Chile \| 3-0 \| Victoria \| Amistoso \| \| 23. \| 7 de septiembre de 2012 \| Quito \| Bolivia \| 1-0 \| Victoria \| Eliminatorias al Mundial Brasil 2014 \| \| 24. \| 11 de septiembre de 2012 \| Montevideo \| Uruguay \| 1-1 \| Empate \| Eliminatorias al Mundial Brasil 2014 \| \| 25. \| 12 de octubre de 2012 \| Quito \| Chile \| 3-1 \| Victoria \| Eliminatorias al Mundial Brasil 2014 \| \| 26. \| 16 de octubre de 2012 \| Puerto la Cruz \| Venezuela \| 1-1 \| Empate \| Eliminatorias al Mundial Brasil 2014 \| \| 27. \| 21 de marzo de 2013 \| Quito \| El Salvador \| 5-0 \| Victoria \| Amistoso \| \| 28. \| 14 de agosto de 2013 \| Guayaquil \| España \| 0-2 \| Derrota \| Amistoso \| \| 28. \| 10 de septiembre de 2013 \| La Paz \| Bolivia \| 1-1 \| Empate \| Eliminatorias al Mundial Brasil 2014 \| \| 29. \| 15 de octubre de 2013 \| Santiago de Chile \| Chile \| 1-2 \| Derrota \| Eliminatorias al Mundial Brasil 2014 \| \| 30. \| 15 de noviembre de 2013 \| Nueva Jersey \| Argentina \| 0-0 \| Empate \| Amistoso \| \| 31. \| 19 de noviembre de 2013 \| Houston \| Honduras \| 2-2 \| Empate \| Amistoso \| \| 32. \| 17 de mayo de 2014 \| Ámsterdam \| Países Bajos \| 1-1 \| Empate \| Amistoso \| \| 33. \| 31 de mayo de 2014 \| Arlington \| México \| 1-3 \| Derrota \| Amistoso \| \| 34. \| 4 de junio de 2014 \| Miami \| Inglaterra \| 2-2 \| Empate \| Amistoso \| \| 35. \| 9 de septiembre de 2014 \| Miami \| Bolivia \| 4-0 \| Victoria \| Amistoso \| \| 36. \| 10 de octubre de 2014 \| Connecticut \| Estados Unidos \| 1-1 \| Empate \| Amistoso \| \| 37. \| 31 de marzo de 2015 \| East Rutherford \| Argentina \| 1-2 \| Derrota \| Amistoso \| \| 38. \| 3 de junio de 2015 \| Ciudad de Panamá \| Panamá \| 1-1 \| Empate \| Amistoso \| \| 39. \| 17 de noviembre de 2015 \| Puerto Ordaz \| Venezuela \| 3-1 \| Victoria \| Eliminatorias al Mundial Rusia 2018 \| \| 40. \| 29 de marzo de 2016 \| Barranquilla \| Colombia \| 1-3 \| Derrota \| Eliminatorias al Mundial Rusia 2018 \| \| 41. \| 4 de junio de 2016 \| Pasadena \| Brasil \| 0-0 \| Empate \| Copa América Centenario \| \| 42. \| 8 de junio de 2016 \| Glendale \| Perú \| 2-2 \| Empate \| Copa América Centenario \| \| 43. \| 12 de junio de 2016 \| East Rutherford \| Haití \| 4-0 \| Victoria \| Copa América Centenario \| \| 44. \| 16 de junio de 2016 \| Seattle \| Estados Unidos \| 1-2 \| Derrota \| Copa América Centenario \| \| 45. \| 6 de octubre de 2016 \| Quito \| Chile \| 3-0 \| Victoria \| Eliminatorias al Mundial Rusia 2018 \| \| 46. \| 10 de noviembre de 2016 \| Montevideo \| Uruguay \| 1-2 \| Derrota \| Eliminatorias al Mundial Rusia 2018 \| |                          |                   |                |           |           |                                      |
| N.° | Fecha                    | Ciudad            | Rival          | Resultado | Resultado | Competencia                          |
| 1. | 4 de septiembre de 2010  | Zapopan           | México         | 2-1       | Victoria  | Amistoso                             |
| 2. | 7 de septiembre de 2010  | Barquisimeto      | Venezuela      | 0-1       | Derrota   | Amistoso                             |
| 3. | 8 de octubre de 2010     | Nueva York        | Colombia       | 0-1       | Derrota   | Amistoso                             |
| 4. | 17 de noviembre de 2010  | Quito             | Venezuela      | 4-1       | Victoria  | Amistoso                             |
| 5. | 11 de febrero de 2011    | La Ceiba          | Honduras       | 1-1       | Empate    | Amistoso                             |
| 6. | 26 de marzo de 2011      | Madrid            | Colombia       | 0-2       | Derrota   | Amistoso                             |
| 7. | 29 de marzo de 2011      | La Haya           | Perú           | 0-0       | Empate    | Amistoso                             |
| 8. | 20 de abril de 2011      | Mar del Plata     | Argentina      | 2-2       | Empate    | Amistoso                             |
| 9. | 28 de mayo de 2011       | Seattle           | México         | 1-1       | Empate    | Amistoso                             |
| 10. | 1 de junio de 2011       | Toronto           | Canadá         | 2-2       | Empate    | Amistoso                             |
| 11. | 7 de junio de 2011       | Nueva York        | Grecia         | 1-1       | Empate    | Amistoso                             |
| 12. | 25 de junio de 2011      | Quito             | México         | 0-1       | Derrota   | Amistoso                             |
| 13. | 10 de agosto de 2011     | San José          | Costa Rica     | 2-0       | Victoria  | Amistoso                             |
| 14. | 2 de septiembre de 2011  | Quito             | Jamaica        | 5-2       | Victoria  | Amistoso                             |
| 15. | 6 de septiembre de 2011  | Quito             | Costa Rica     | 4-0       | Victoria  | Amistoso                             |
| 16. | 7 de octubre de 2011     | Quito             | Venezuela      | 2-0       | Victoria  | Eliminatorias al Mundial Brasil 2014 |
| 17. | 11 de octubre de 2011    | Nueva Jersey      | Estados Unidos | 1-0       | Victoria  | Amistoso                             |
| 18. | 11 de noviembre de 2011  | Asunción          | Paraguay       | 1-2       | Derrota   | Eliminatorias al Mundial Brasil 2014 |
| 19. | 15 de noviembre de 2011  | Quito             | Perú           | 2-0       | Victoria  | Eliminatorias al Mundial Brasil 2014 |
| 20. | 29 de febrero de 2012    | Nueva York        | Honduras       | 2-0       | Victoria  | Amistoso                             |
| 21. | 2 de junio de 2012       | Buenos Aires      | Argentina      | 0-4       | Derrota   | Eliminatorias al Mundial Brasil 2014 |
| 22. | 15 de agosto de 2012     | Nueva York        | Chile          | 3-0       | Victoria  | Amistoso                             |
| 23. | 7 de septiembre de 2012  | Quito             | Bolivia        | 1-0       | Victoria  | Eliminatorias al Mundial Brasil 2014 |
| 24. | 11 de septiembre de 2012 | Montevideo        | Uruguay        | 1-1       | Empate    | Eliminatorias al Mundial Brasil 2014 |
| 25. | 12 de octubre de 2012    | Quito             | Chile          | 3-1       | Victoria  | Eliminatorias al Mundial Brasil 2014 |
| 26. | 16 de octubre de 2012    | Puerto la Cruz    | Venezuela      | 1-1       | Empate    | Eliminatorias al Mundial Brasil 2014 |
| 27. | 21 de marzo de 2013      | Quito             | El Salvador    | 5-0       | Victoria  | Amistoso                             |
| 28. | 14 de agosto de 2013     | Guayaquil         | España         | 0-2       | Derrota   | Amistoso                             |
| 28. | 10 de septiembre de 2013 | La Paz            | Bolivia        | 1-1       | Empate    | Eliminatorias al Mundial Brasil 2014 |
| 29. | 15 de octubre de 2013    | Santiago de Chile | Chile          | 1-2       | Derrota   | Eliminatorias al Mundial Brasil 2014 |
| 30. | 15 de noviembre de 2013  | Nueva Jersey      | Argentina      | 0-0       | Empate    | Amistoso                             |
| 31. | 19 de noviembre de 2013  | Houston           | Honduras       | 2-2       | Empate    | Amistoso                             |
| 32. | 17 de mayo de 2014       | Ámsterdam         | Países Bajos   | 1-1       | Empate    | Amistoso                             |
| 33. | 31 de mayo de 2014       | Arlington         | México         | 1-3       | Derrota   | Amistoso                             |
| 34. | 4 de junio de 2014       | Miami             | Inglaterra     | 2-2       | Empate    | Amistoso                             |
| 35. | 9 de septiembre de 2014  | Miami             | Bolivia        | 4-0       | Victoria  | Amistoso                             |
| 36. | 10 de octubre de 2014    | Connecticut       | Estados Unidos | 1-1       | Empate    | Amistoso                             |
| 37. | 31 de marzo de 2015      | East Rutherford   | Argentina      | 1-2       | Derrota   | Amistoso                             |
| 38. | 3 de junio de 2015       | Ciudad de Panamá  | Panamá         | 1-1       | Empate    | Amistoso                             |
| 39. | 17 de noviembre de 2015  | Puerto Ordaz      | Venezuela      | 3-1       | Victoria  | Eliminatorias al Mundial Rusia 2018  |
| 40. | 29 de marzo de 2016      | Barranquilla      | Colombia       | 1-3       | Derrota   | Eliminatorias al Mundial Rusia 2018  |
| 41. | 4 de junio de 2016       | Pasadena          | Brasil         | 0-0       | Empate    | Copa América Centenario              |
| 42. | 8 de junio de 2016       | Glendale          | Perú           | 2-2       | Empate    | Copa América Centenario              |
| 43. | 12 de junio de 2016      | East Rutherford   | Haití          | 4-0       | Victoria  | Copa América Centenario              |
| 44. | 16 de junio de 2016      | Seattle           | Estados Unidos | 1-2       | Derrota   | Copa América Centenario              |
| 45. | 6 de octubre de 2016     | Quito             | Chile          | 3-0       | Victoria  | Eliminatorias al Mundial Rusia 2018  |
| 46. | 10 de noviembre de 2016  | Montevideo        | Uruguay        | 1-2       | Derrota   | Eliminatorias al Mundial Rusia 2018  |

### Goles internacionales
| \| N.° \| Fecha \| Lugar \| Oponente \| Gol \| Resultado \| Resultado \| Competencia \| \| --- \| ----------------------- \| ------------------------------------------------ \| -------------- \| --- \| --------- \| --------- \| ------------------------------------ \| \| 1. \| 4 de septiembre de 2010 \| Estadio Omnilife, Zapopan, México \| México \| 2–1 \| 2–1 \| Victoria \| Amistoso \| \| 2. \| 2 de septiembre de 2011 \| Estadio Olímpico Atahualpa, Quito, Ecuador \| Jamaica \| 1–0 \| 5–2 \| Victoria \| Amistoso \| \| 3. \| 6 de septiembre de 2011 \| Estadio Olímpico Atahualpa, Quito, Ecuador \| Costa Rica \| 2–0 \| 4–0 \| Victoria \| Amistoso \| \| 4. \| 7 de octubre de 2011 \| Estadio Olímpico Atahualpa, Quito, Ecuador \| Venezuela \| 1–0 \| 2–0 \| Victoria \| Eliminatorias al Mundial Brasil 2014 \| \| 5. \| 11 de octubre de 2011 \| Red Bull Arena, Harrison, Estados Unidos \| Estados Unidos \| 1–0 \| 1–0 \| Victoria \| Amistoso \| \| 6. \| 29 de febrero de 2012 \| Estadio George Capwell, Guayaquil, Ecuador \| Honduras \| 1–0 \| 2–0 \| Victoria \| Amistoso \| \| 7. \| 29 de febrero de 2012 \| Estadio George Capwell, Guayaquil, Ecuador \| Honduras \| 2–0 \| 2–0 \| Victoria \| Amistoso \| \| 8. \| 15 de agosto de 2012 \| Citi Field, Nueva York, Estados Unidos \| Chile \| 2–0 \| 3–0 \| Victoria \| Amistoso \| \| 9. \| 19 de noviembre de 2013 \| BBVA Compass Stadium, Houston, Estados Unidos \| Honduras \| 1–0 \| 2–2 \| Empate \| Amistoso \| \| 10. \| 12 de junio de 2016 \| MetLife Stadium, East Rutherford, Estados Unidos \| Haití \| 2–0 \| 4–0 \| Victoria \| Copa América Centenario \| |                         |                                                  |                |     |           |           |                                      |
| N.° | Fecha                   | Lugar                                            | Oponente       | Gol | Resultado | Resultado | Competencia                          |
| 1. | 4 de septiembre de 2010 | Estadio Omnilife, Zapopan, México                | México         | 2–1 | 2–1       | Victoria  | Amistoso                             |
| 2. | 2 de septiembre de 2011 | Estadio Olímpico Atahualpa, Quito, Ecuador       | Jamaica        | 1–0 | 5–2       | Victoria  | Amistoso                             |
| 3. | 6 de septiembre de 2011 | Estadio Olímpico Atahualpa, Quito, Ecuador       | Costa Rica     | 2–0 | 4–0       | Victoria  | Amistoso                             |
| 4. | 7 de octubre de 2011    | Estadio Olímpico Atahualpa, Quito, Ecuador       | Venezuela      | 1–0 | 2–0       | Victoria  | Eliminatorias al Mundial Brasil 2014 |
| 5. | 11 de octubre de 2011   | Red Bull Arena, Harrison, Estados Unidos         | Estados Unidos | 1–0 | 1–0       | Victoria  | Amistoso                             |
| 6. | 29 de febrero de 2012   | Estadio George Capwell, Guayaquil, Ecuador       | Honduras       | 1–0 | 2–0       | Victoria  | Amistoso                             |
| 7. | 29 de febrero de 2012   | Estadio George Capwell, Guayaquil, Ecuador       | Honduras       | 2–0 | 2–0       | Victoria  | Amistoso                             |
| 8. | 15 de agosto de 2012    | Citi Field, Nueva York, Estados Unidos           | Chile          | 2–0 | 3–0       | Victoria  | Amistoso                             |
| 9. | 19 de noviembre de 2013 | BBVA Compass Stadium, Houston, Estados Unidos    | Honduras       | 1–0 | 2–2       | Empate    | Amistoso                             |
| 10. | 12 de junio de 2016     | MetLife Stadium, East Rutherford, Estados Unidos | Haití          | 2–0 | 4–0       | Victoria  | Copa América Centenario              |

## Estadísticas

### Clubes
Datos actualizados al último partido disputado el 17 de agosto de 2025.
| Club                                   | Div.          | Temporada     | Liga  | Liga  | Copas nacionales | Copas nacionales | Copas internacionales | Copas internacionales | Total | Total | Promedio |
| Club                                   | Div.          | Temporada     | Part. | Goles | Part.            | Goles            | Part.                 | Goles                 | Part. | Goles | Promedio |
| -------------------------------------- | ------------- | ------------- | ----- | ----- | ---------------- | ---------------- | --------------------- | --------------------- | ----- | ----- | -------- |
| Emelec · Ecuador                       |               |               |       |       |                  |                  |                       |                       |       |       |          |
| 1.ª                                    | 2006          | 13            | 0     | —     | —                | —                | —                     | 13                    | 0     | 0.00  |          |
| 1.ª                                    | 2007          | 15            | 2     | —     | —                | 3                | 0                     | 17                    | 2     | 0.11  |          |
| 1.ª                                    | 2008          | 6             | 1     | —     | —                | —                | —                     | 6                     | 1     | 0.17  |          |
| 1.ª                                    | 2010          | 40            | 23    | —     | —                | 10               | 2                     | 50                    | 25    | 0.50  |          |
| Manta F. C. · Ecuador                  |               |               |       |       |                  |                  |                       |                       |       |       |          |
| 1.ª                                    | 2009          | 34            | 7     | —     | —                | —                | —                     | 34                    | 7     | 0.20  |          |
| Total club                             | Total club    | 34            | 7     | 0     | 0                | 0                | 0                     | 34                    | 7     | 0.20  |          |
| Deportivo Toluca · México              |               |               |       |       |                  |                  |                       |                       |       |       |          |
| 1.ª                                    | C-2011        | 12            | 5     | —     | —                | 2                | 0                     | 14                    | 5     | 0.35  |          |
| Total club                             | Total club    | 12            | 5     | 0     | 0                | 2                | 0                     | 14                    | 5     | 0.35  |          |
| Pachuca · México                       | 1.ª           | A-2011        | 14    | 4     | —                | —                | —                     | —                     | 14    | 4     | 0.28     |
| Pachuca · México                       | 1.ª           | C-2012        | 19    | 4     | —                | —                | —                     | —                     | 19    | 4     | 0.21     |
| Pachuca · México                       | Total club    | Total club    | 33    | 8     | 0                | 0                | 0                     | 0                     | 33    | 8     | 0.24     |
| Al-Nassr Arabia Saudita                | 1.ª           | 2012-13       | 15    | 8     | 3                | 0                | —                     | —                     | 18    | 8     | 0.44     |
| Al-Nassr Arabia Saudita                | Total club    | Total club    | 15    | 8     | 3                | 0                | 0                     | 0                     | 18    | 8     | 0.44     |
| Liga Deportiva Universitaria · Ecuador | 1.ª           | 2013          | 15    | 8     | —                | —                | —                     | —                     | 15    | 8     | 0.53     |
| Liga Deportiva Universitaria · Ecuador | Total club    | Total club    | 15    | 8     | 0                | 0                | 0                     | 0                     | 15    | 8     | 0.53     |
| Tijuana · México                       | 1.ª           | C-2014        | 8     | 1     | —                | —                | 3                     | 2                     | 11    | 3     | 0.27     |
| Tijuana · México                       | Total club    | Total club    | 8     | 1     | 0                | 0                | 3                     | 2                     | 11    | 3     | 0.27     |
| Godoy Cruz Argentina                   | 1.ª           | 2014          | 13    | 9     | —                | —                | 1                     | 0                     | 14    | 9     | 0.64     |
| Godoy Cruz Argentina                   | 1.ª           | 2015          | 18    | 5     | —                | —                | —                     | —                     | 18    | 5     | 0.28     |
| Godoy Cruz Argentina                   | 1.ª           | 2016          | 16    | 6     | —                | —                | —                     | —                     | 16    | 6     | 0.37     |
| Godoy Cruz Argentina                   | 1.ª           | 2016          | 12    | 6     | 2                | 0                | —                     | —                     | 14    | 6     | 0.42     |
| Godoy Cruz Argentina                   | 1.ª           | 2020          | —     | —     | 1                | 0                | —                     | —                     | 1     | 0     | 0.00     |
| Godoy Cruz Argentina                   | Total club    | Total club    | 59    | 26    | 3                | 0                | 1                     | 0                     | 63    | 26    | 0.41     |
| Beijing Renhe China                    | 2.ª           | 2017          | 29    | 20    | —                | —                | —                     | —                     | 29    | 20    | 0.68     |
| Beijing Renhe China                    | 1.ª           | 2018          | 6     | 1     | —                | —                | —                     | —                     | 6     | 1     | 0.17     |
| Beijing Renhe China                    | Total club    | Total club    | 35    | 21    | 0                | 0                | 0                     | 0                     | 35    | 21    | 0.60     |
| Shabab Al-Ahli Dubai · EAU             | 1.ª           | 2018-19       | 21    | 12    | 11               | 6                | —                     | —                     | 32    | 18    | 0.56     |
| Shabab Al-Ahli Dubai · EAU             | Total club    | Total club    | 21    | 12    | 11               | 6                | 0                     | 0                     | 32    | 18    | 0.56     |
| Guayaquil City · Ecuador               | 1.ª           | 2020          | 8     | 0     | —                | —                | —                     | —                     | 8     | 0     | 0.0      |
| Guayaquil City · Ecuador               | Total club    | Total club    | 8     | 0     | 0                | 0                | 0                     | 0                     | 8     | 0     | 0.0      |
| Liga de Portoviejo · Ecuador           | 1.ª           | 2020          | 9     | 0     | —                | —                | —                     | —                     | 9     | 0     | 0.0      |
| Liga de Portoviejo · Ecuador           | Total club    | Total club    | 9     | 0     | 0                | 0                | 0                     | 0                     | 9     | 0     | 0.0      |
| Olmedo · Ecuador                       | 1.ª           | 2021          | 13    | 8     | —                | —                | —                     | —                     | 13    | 8     | 0.62     |
| Olmedo · Ecuador                       | Total club    | Total club    | 13    | 8     | 0                | 0                | 0                     | 0                     | 13    | 8     | 0.62     |
| Estudiantes (LP) Argentina             | 1.ª           | 2021          | 17    | 1     | —                | —                | —                     | —                     | 17    | 1     | 0.06     |
| Estudiantes (LP) Argentina             | Total club    | Total club    | 17    | 1     | 0                | 0                | 0                     | 0                     | 17    | 1     | 0.06     |
| Independiente del Valle · Ecuador      | 1.ª           | 2022          | 25    | 3     | 8                | 3                | 10                    | 1                     | 43    | 7     | 0.16     |
| Independiente del Valle · Ecuador      | Total club    | Total club    | 25    | 3     | 8                | 3                | 10                    | 1                     | 43    | 7     | 0.16     |
| Gençlerbirliği Turquía                 | 2.ª           | 2022-23       | 12    | 1     | 0                | 0                | —                     | —                     | 12    | 1     | 0.08     |
| Gençlerbirliği Turquía                 | Total club    | Total club    | 12    | 1     | 0                | 0                | 0                     | 0                     | 12    | 1     | 0.08     |
| Emelec · Ecuador                       | 1.ª           | 2023          | 14    | 5     | 0                | 0                | 0                     | 0                     | 14    | 5     | 0.36     |
| Emelec · Ecuador                       | 1.ª           | 2024          | 25    | 4     | 1                | 0                | —                     | —                     | 26    | 4     | 0.15     |
| Emelec · Ecuador                       | 1.ª           | 2025          | 16    | 3     | 0                | 0                | —                     | —                     | 16    | 3     | 0.19     |
| Emelec · Ecuador                       | Total club    | Total club    | 129   | 38    | 1                | 0                | 13                    | 2                     | 143   | 40    | 0.28     |
| Total carrera                          | Total carrera | Total carrera | 445   | 147   | 26               | 9                | 29                    | 5                     | 500   | 161   | 0.32     |
| 1. 2.                                  |               |               |       |       |                  |                  |                       |                       |       |       |          |

### Selección nacional
| Selección | Año   | Amistoso | Amistoso | Copa América | Copa América | Eliminatorias | Eliminatorias | Total | Total | Promedio |
| Selección | Año   | Part.    | Goles    | Part.        | Goles        | Part.         | Goles         | Part. | Goles | Promedio |
| --------- | ----- | -------- | -------- | ------------ | ------------ | ------------- | ------------- | ----- | ----- | -------- |
| Ecuador   | 2010  | 4        | 1        | —            | —            | —             | —             | 4     | 1     | 0.25     |
| Ecuador   | 2011  | 10       | 3        | —            | —            | 3             | 1             | 13    | 4     | 0.30     |
| Ecuador   | 2012  | 2        | 3        | —            | —            | 5             | 0             | 7     | 3     | 0.42     |
| Ecuador   | 2013  | 2        | 1        | —            | —            | 2             | 0             | 4     | 1     | 0.25     |
| Ecuador   | 2014  | 2        | 0        | —            | —            | —             | —             | 2     | 0     | 0.00     |
| Ecuador   | 2015  | 2        | 0        | —            | —            | 1             | 0             | 3     | 0     | 0.00     |
| Ecuador   | 2016  | —        | —        | 4            | 1            | 3             | 0             | 7     | 1     | 0.14     |
| Total     | Total | 22       | 8        | 4            | 1            | 15            | 1             | 40    | 10    | 0.25     |

## Palmarés

### Campeonatos nacionales
| Título          | Club                    | País    | Año  |
| --------------- | ----------------------- | ------- | ---- |
| Copa de Liga    | Shabab Al-Ahli          | EAU     | 2019 |
| Copa Presidente | Shabab Al-Ahli          | EAU     | 2019 |
| Copa Ecuador    | Independiente del Valle | Ecuador | 2022 |

### Campeonatos internacionales
| Título            | Club                    | Año  |
| ----------------- | ----------------------- | ---- |
| Copa Sudamericana | Independiente del Valle | 2022 |

### Distinciones individuales
| Distinción                  | Año  |
| --------------------------- | ---- |
| Máximo goleador             | 2010 |
| Mejor jugador de la Serie A | 2010 |